# مناره اوزکند
منارهٔ اوزکند، یک منارهٔ تاریخی مربوط به سدهٔ یازدهم میلادی است که در شهر اوزکند از استان اوش، کشور قرقیزستان واقع شده‌است.

## تاریخچه
این مناره در بخش تاریخی شهر اوزکند و در مجاورت سه آرامگاه تاریخی آل افراسیاب قرار دارد. این مناره از سه قسمت تشکیل شده‌است که بخش‌های تحتانی و میانی در قرن یازدهم میلادی ساخته شده‌است اما بخش فوقانی آن متاخر است و در سال‌های ۱۹۲۳ تا ۱۹۲۴ ساخته شده‌است. اسکناس ۵۰ سومی بانک مرکزی جمهوری قرقیزستان، منقوش به تصویر این مناره و سه آرامگاه مزبور می‌باشد.

## نگارخانه

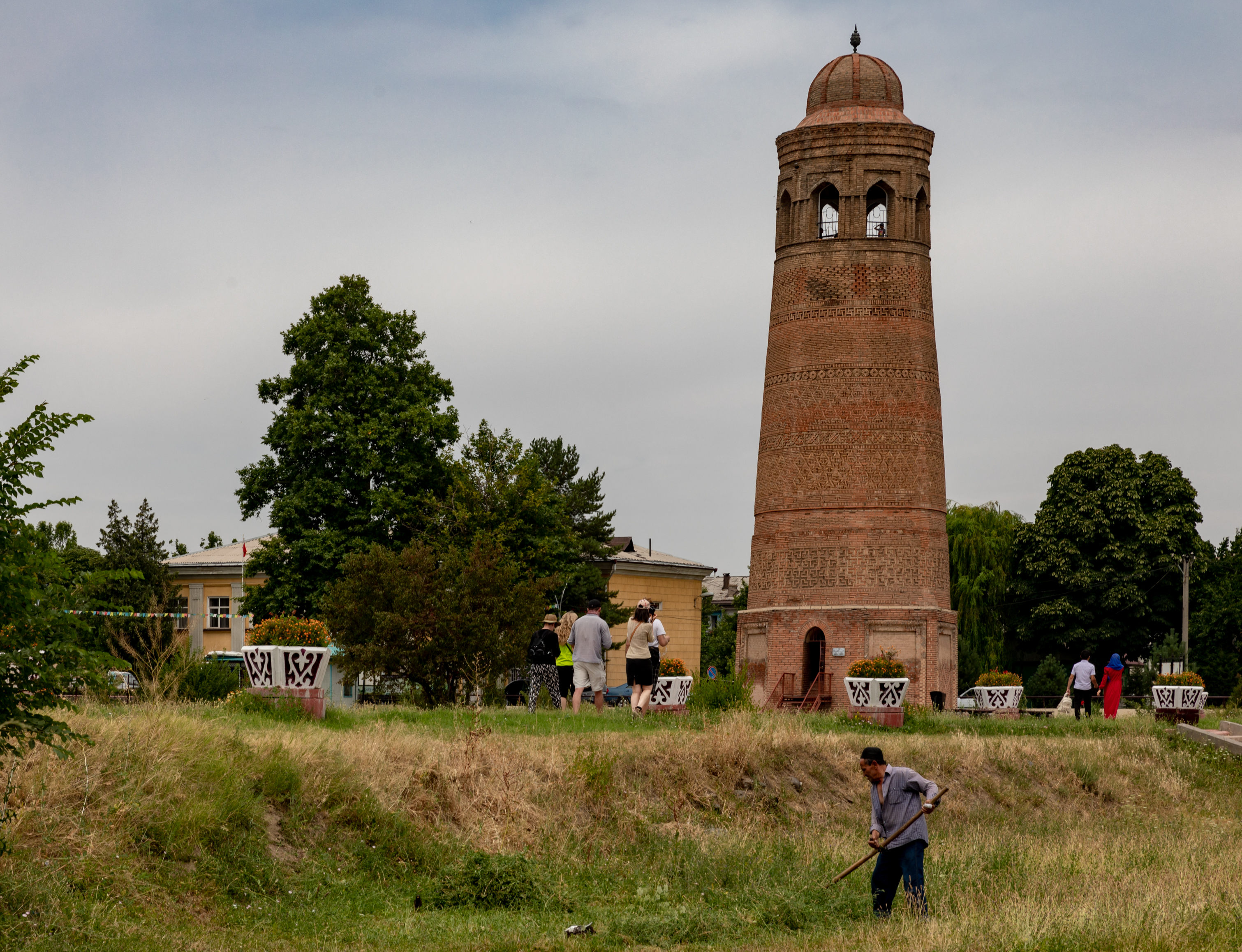
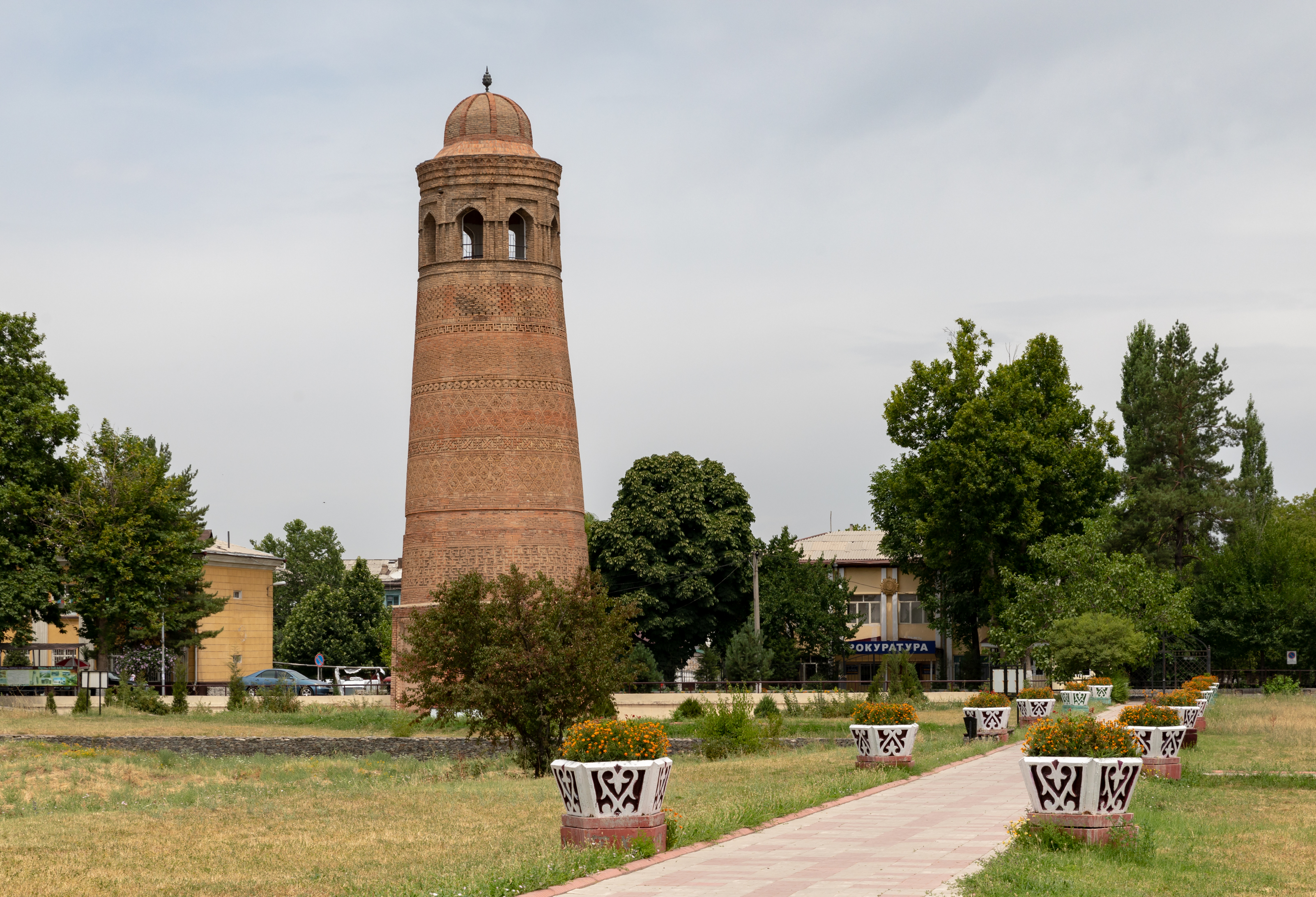
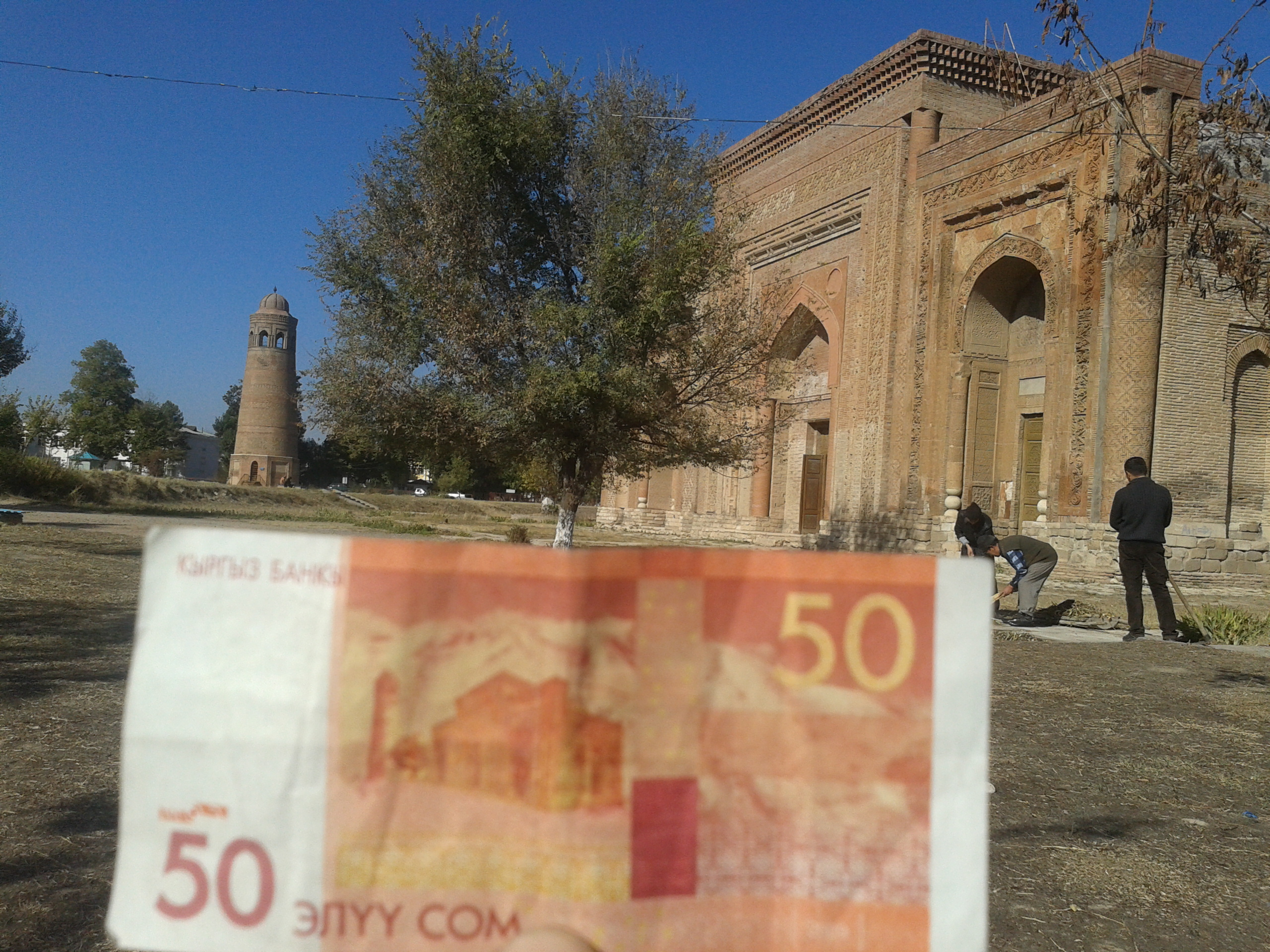
اسکناس منقوش به تصویر مناره
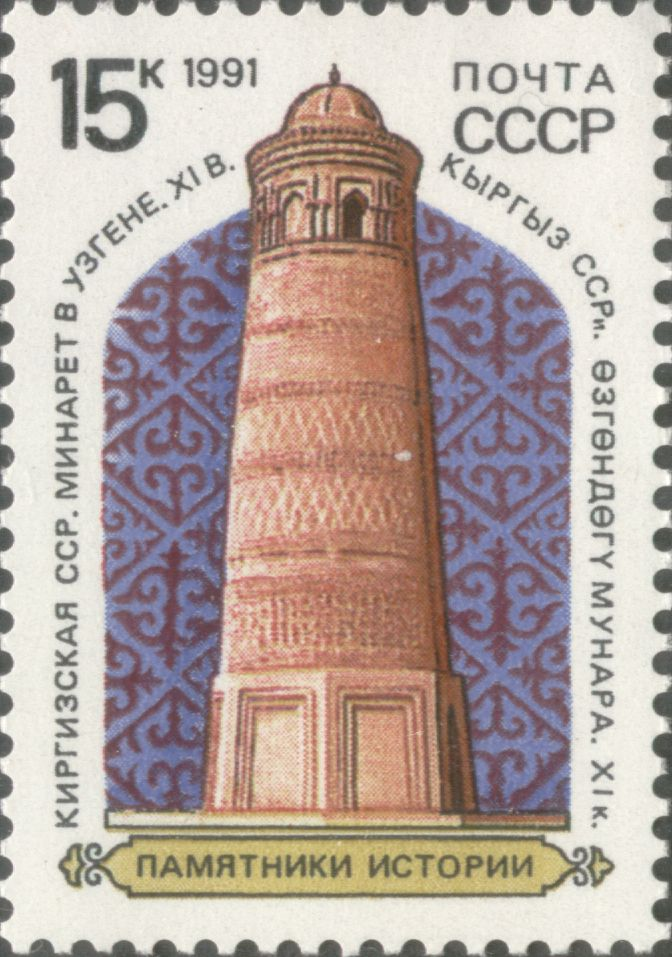
تمبر منقوش به تصویر مناره
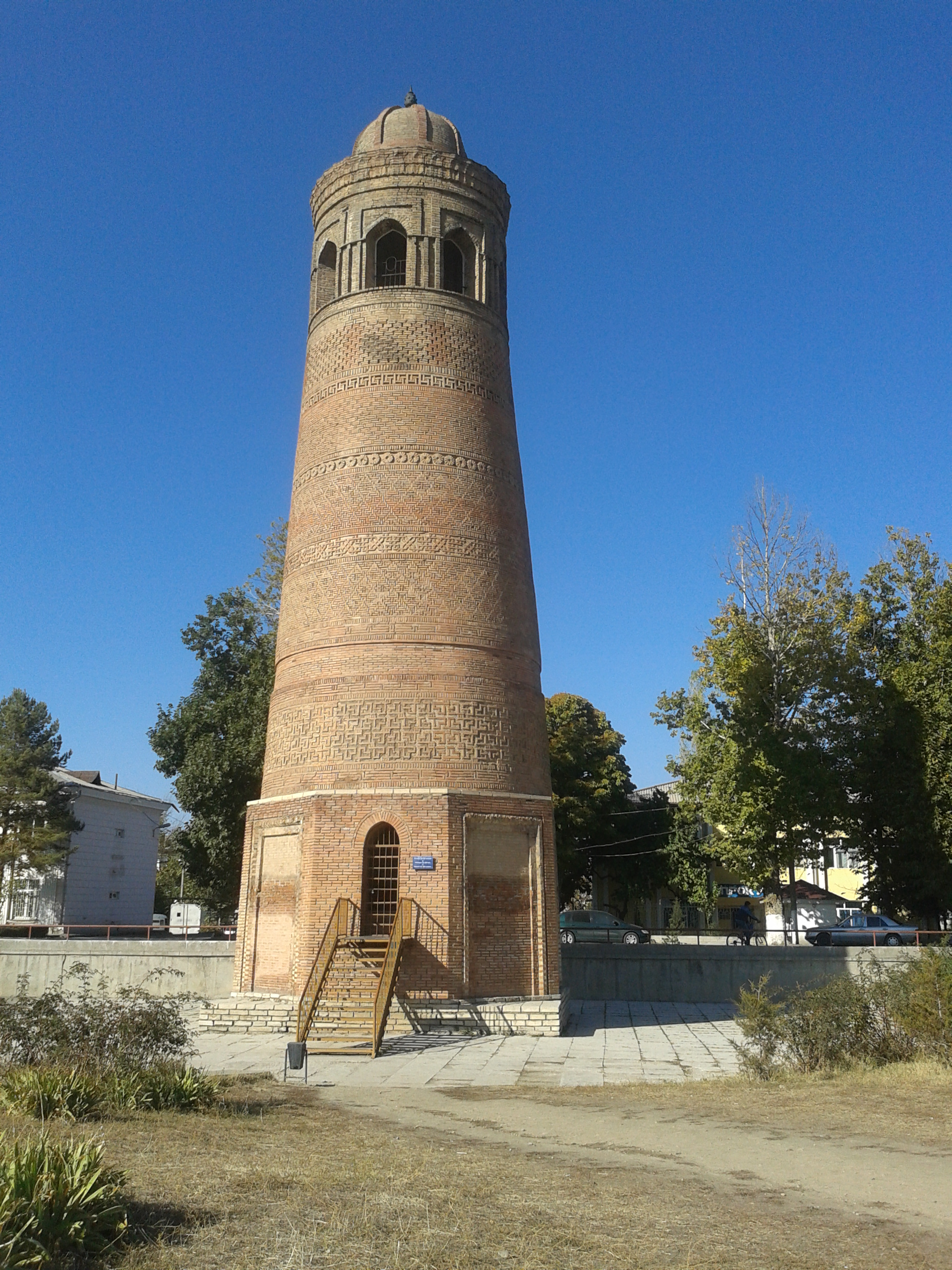
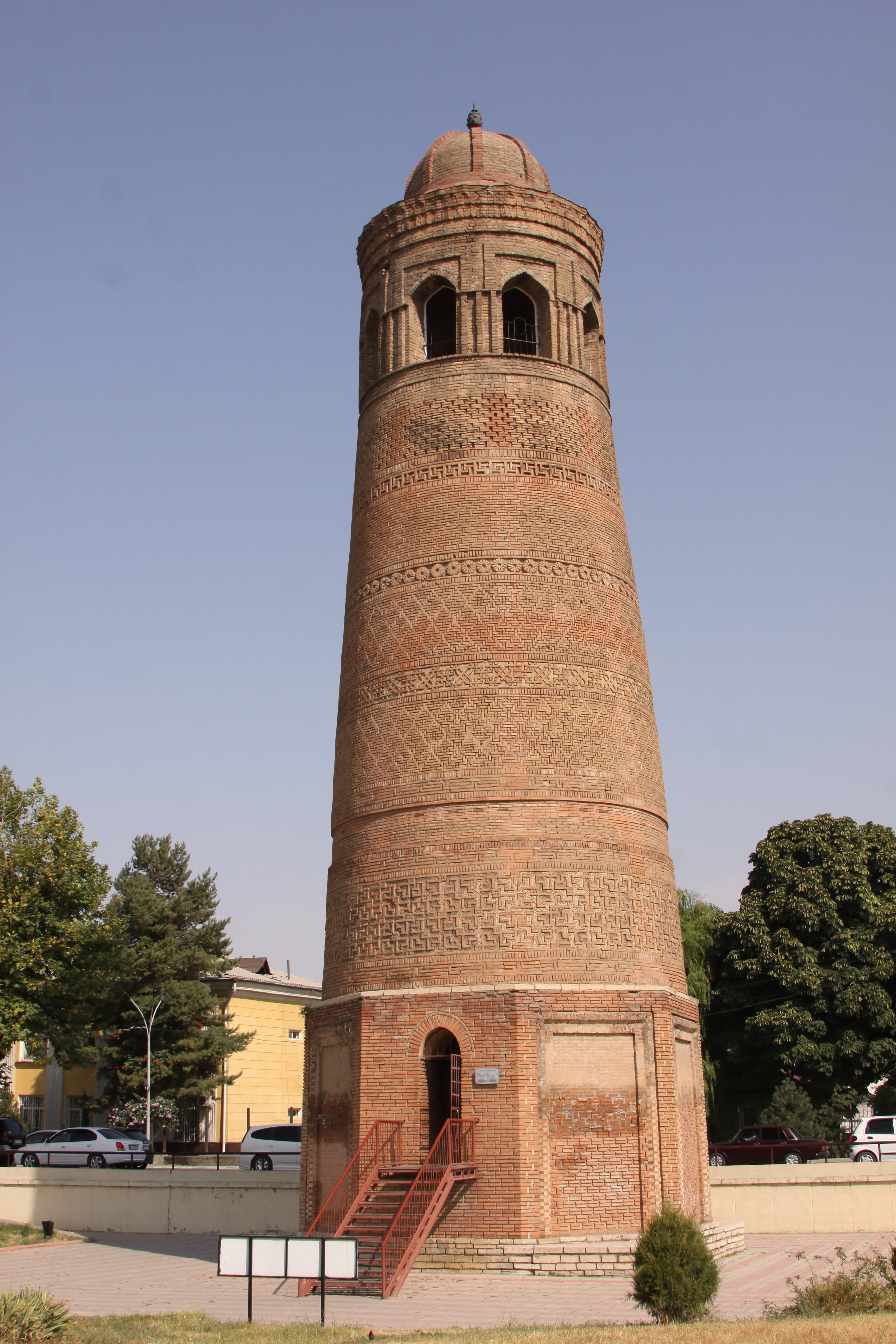